# Geir Hallgrímsson
Geir Hallgrímsson (16 de diciembre de 1925 - 1º de septiembre de 1990) fue un político de Islandia. Se desempeñó como primer ministro de su país entre el 28 de agosto de 1974 y el 1º de septiembre de 1978. Fue miembro del Partido de la Independencia.

## Carrera política
Hallgrímsson fue alcalde de Reikiavik entre 1959 y 1972. Durante su mandato, expandió la ciudad y mejoró la estructura urbana. El sistema de calefacción geotermal fue expandido a toda la ciudad, ya que previamente sólo cubría a una parte minoritaria de ella. Durante su mandato mejoró las calles convirtiendo a la mayoría de las carreteras de grava en vías asfaltadas. 

### Años 1970
Fue popular como alcalde, y en una elección primaria abierta para las elecciones municipales obtuvo el 99 % de los votos en 1970.
En el otoño de 1970, se ubicó en el número uno en las primarias para elecciones para el Althing (Parlamento) delante del primer ministro Jóhann Hafstein y del exalcalde Gunnar Thoroddsen. Fue miembro del Parlamento desde 1970 (tomó su puesto permanente con la muerte del primer ministro Bjarni Benediktsson) hasta 1983. En 1971 fue elegido vicejefe de su partido, y en 1973 pasó a ser el jefe, tras la renuncia de Hafstein por razones de salud. En 1974 dirigió al Partido de la Independencia a una de sus más grandes victorias. El partido obtuvo el 42,5 % de los votos y 25 de los 60 escaños parlamentarios. Entonces lideró una coalición de gobierno con el Partido Progresista entre 1974 y 1978.
Su gobierno expandió los límites de pesca a 200 millas marinas (370 kilómetros) y debió enfrentarse a Gran Bretaña en la Guerra del Bacalao. Tras la ruptura de relaciones diplomáticas decretada en 1976 por Islandia en medio de la disputa, las negociaciones condujeron a un acuerdo en junio de ese año. En conformidad con el acuerdo, Gran Bretaña aceptó la zona reclamada por Islandia.
En 1978 el gobierno sufrió un revés tras la aprobación de una ley que limitaba los aumentos salariales. La ley era un intento de dominar a la inflación, que se ubicaba cerca del 50%. Los dos partidos de gobierno perdieron cada uno cinco bancas parlamentarias y se formó una nueva coalición de gobierno que no incluía al Partido de la Independencia. Un año después, éste no logró una recuperación significativa en una elección celebrada tras la renuncia del gobierno.
Hallgrímsson hizo frente también a la oposición dentro de su propio partido y se ubicó en el segundo lugar en las primarias de 1978. Albert Gudmundssson ganó el primer lugar. Un año después, volvió a obtener el primer lugar. Ganó dos elecciones sucesivas contra sus oponentes para el liderazgo. En 1979 y 1981 obtuvo el 75 %, primero contra Gudmundsson y después contra Pálmi Jónsson, por entonces ministro de Agricultura. 

### Años 1980
En 1980 el vicejefe del Partido de la Independencia, Gunnar Thoroddsen, decidió romper sus lazos con el partido y encabezó un grupo de cuatro miembros del mismo que formaron un gobierno con la Alianza del Pueblo (Partido Socialista) y el Partido Progresista. Hallgrímsson pasó a ser líder de la oposición. 
El Partido de la Independencia fue reunificado en la elección al Parlamento de 1983. Sin embargo, Hallgrímsson sufrió un revés al ubicarse en el séptimo lugar en las primarias para las elecciones parlamentarias. Perdió su escaño en el Althing en las elecciones de ese año. Pese a ello, se desempeñó como ministro de Asuntos Exteriores en un gobierno de coalición con el Partido Progresista entre 1983 y 1986.
Tras las elecciones, anunció que no buscaría la reelección como jefe del partido. Dejó el gobierno en 1986, convirtiéndose entonces en uno de los tres gobernadores del Banco Central de Islandia, puesto que ocupó hasta su muerte, en septiembre de 1990.